# Доктор (роман)
Доктор (рос. Доктор) — російськомовний роман українського письменника Євгена Гребінки, виданий у 1844 році.

## Сюжет
Дія роману розгортається на теренах Російської імперії у середині ХІХ століття. У відставного офіцера Тараса Івановича Севрюгіна, народжується син, якого називають Іваном. Тарас Іванович з будь якого приводу цькує та б'є Івана,  вважаючи, що саме так виховує люблячу дитину.
Іван росте замкнутим та впевненим у власній нікчемності. Єдина його відрада — книги батьківської бібліотеки.
За порадою приятеля, Тарас Іванович наймає сину вчителя. Але проходить три роки і через непорозуміння вчитель залишає будинок Севрюгіна.
Через деякий час, на весіллі доньки Тарас Іванович простужується, після чого хворіє та помирає. Іван бере на себе відповідальність за матір та йде працювати до земського суду. Проте, за порадою свого колишнього вчителя, Івана Павловича, який повернувся у містечко як військовий лікар, залишає роботу та їде на навчання у Петербург з подальшою метою служіння людям.
Він  закінчує академію і починає лікарську практику. Іван Тарасович стає успішним лікарем, про якого добре відгукуються пацієнти.
Та одного дня його життя змінюється. Він лікує дівчину і закохується у неї. Невдовзі йому стає відомо про її почуття до нього та він поспіхом одружується. Але потім Іван Тарасович дізнається, що дівчина та її родичи ввели його в оману, використовуючи його довіру, становище та статки. Згодом дружина уходить від нього, а він, вражений ситуацією, перебуває у стані душевного хвилювання, поступово втрачає практику та звичний ритм життя.
Випадково Іван Тарасович зустрічає свого давнього приятеля, пиячить із ним, а потім зникає з Петербурга.
Через деякий час у його рідному містечку становий пристав запрошує  лікаря Івана Павловича, подивитися на виявлене тіло.
Іван Павлович знаходить під одягом померлого книгу, з особистим підписом, яку свого часу подарував своєму учню, Івану Севрюгіну, та береться за його поховання.

## Сприйняття
А. Чехов, ведучи мову про необхідність перевидання кращих творів минулих років, у листі до І. Горбунова-Посадова писав: «Чи не візьмете ви на себе обов'язок прочитати старого письменника Гребінку? Колись я читав його з задоволенням, пригадується зворушливе оповідання „Доктор“, яке, мені здається, варто б видати».
За інформацією, наведеній інтернет виданням «Полтавщина», Є. Гребінка «вперше у романі „Доктор“ втілив ідею самопосвяти, жертви заради людей».
На думку кандидата філологічних наук, старшого наукового співробітника інституту літератури ім. Т. Г. Шевченка Олександра Брайко, «роман Є. Гребінки „Доктор“ можна вважати знаковим і в авторському доробку, і в українському літературному процесі».